# Cecil Isbell
Cecil Frank Isbell (Houston, 11 luglio 1915 – Hammond, 23 giugno 1985) è stato un giocatore di football americano e allenatore di football americano statunitense che ha giocato per tutta la carriera con i Green Bay Packers della National Football League (NFL) dal 1938 al 1942 passando principalmente per l'Hall of Famer Don Hutson e guidando la squadra alla vittoria del campionato NFL del 1939.

## Carriera professionistica
Isbell fu scelto come settimo assoluto nel Draft NFL 1938 dai Green Bay Packers. Quando arrivò a Green Bay, i Packers avevano già un tailback All-Pro, Arnie Herber, che aveva guidato i Packers alla vittoria del campionato NFL del 1936. Coach Curly Lambeau alternò Isbell e Herber e occasionalmente li utilizzò contemporaneamente, con Isbell nel ruolo di halfback. Questo sistema permise a Isbell di apprendere l'attacco di Lambeau, chiamato Notre Dame Box. Isbell fu un passatore preciso e un ottimo corridore e guidò i Packers in corse e passaggi nella sua stagione da rookie. I Packers vinsero la propria division e affrontarono i New York Giants in finale. Isbell corse 11 volte per 20 yard e completò 3 passaggi su 5 tentativi per 91 yard, ma i Giants vinsero 23–17. Nel 1939, i Packers utilizzarono lo stesso attacco e Isbell guidò la squadra in corse, ricevendo anche 9 passaggi. I Packers tornarono in finale in una rivincita contro New York vincendo nettamente per, 27–0, con Isbell che passò un touchdown da 27 yard.
Dal 1940 al 1942, i Packers finirono sempre secondi nella Conference dietro i Chicago Bears. Isbell si impose come passatore in questo periodo, trovando Don Hutson con una frequenza da record. Nel 1941, Isbell stabilì il record NFL passando 1 479 yard e guidando la lega in percentuale di completamento dei passaggi (56,8%) e passaggi da touchdown con 15 (10 a Hutson). I Packers persero coi Bears nei divisional playoff, 33–14. Nel 1942, Isbell superò il suo stesso record passando 2 021 yard e stabilendo un nuovo record NFL con 24 passaggi da touchdown. Hutson stabilì anche i record NFL con 74 ricezioni, 1 211 yard ricevute e 17 touchdown (il record di Hutson di touchdown fu pareggiato da Elroy Hirsch nel 1951 e resistette fino al 1984). I Packers tuttavia furono ancora eliminati dai Bears.
Dopo la stagione 1942, Isbell lasciò la NFL per allenare la Purdue University. Isbell affermò di voler lasciare mentre era ancora al massimo della forma e di non voler invecchiare sul campo come altri giocatori. Terminò con 5 945 yard passate, 61 touchdown e 52 intercetti. Se avesse continuato a giocare, sarebbe stato probabilmente considerato uno dei migliori passatori della sua epoca, assieme a Sammy Baugh e Sid Luckman.

## Palmarès

### Franchigia
- Campione NFL: 1

Green Bay Packers: 1939

### Individuale
- Leader della NFL in yard passate: 2

1941, 1942
- Leader della NFL in passaggi da touchdown: 2

1941, 1942
- Formazione ideale della NFL degli anni 1930
- Green Bay Packers Hall of Fame
- College Football Hall of Fame

## Statistiche
| Yard passate       | 5 945 |
| Touchdown passati  | 61    |
| Intercetti         | 52    |
| Passer rating      | 72,6  |
| Yard su corsa      | 1 522 |
| Touchdown su corsa | 10    |